# Paul Rosen
Paul Rosen (nacido el 26 de abril de 1960) es un portero de hockey sobre trineo de hielo y orador motivacional canadiense.

## Biografía
Rosen sufrió una lesión en la pierna durante un juego de hockey cuando era joven, y el daño resultante, las infecciones y el dolor en su pierna lo acosaron durante años hasta que le amputaron la parte inferior de la pierna a los 39 años. Durante la rehabilitación, se enfocó en practicar hockey sobre trineo de hielo.

## Carrera
Formó parte del equipo nacional canadiense de hockey y participó en los Juegos Paralímpicos de Invierno de 2006 y 2002. Fue el novato de mayor edad en la historia de los Juegos Paralímpicos de Invierno cuando debutó a los 41 años. En los Juegos de 2006 en Turín, Rosen y el equipo canadiense ganaron la medalla de oro en trineo de hockey.  
En enero de 2007, fue noticia en todo Canadá cuando le robaron su medalla de oro paralímpica durante una sesión de autógrafos con fanáticos en Toronto. Después de que el comentarista Don Cherry le dijo al ladrón que dejara la medalla de oro en un buzón durante su transmisión de la Noche de Hockey en Canadá, la medalla apareció en una estación de clasificación postal en Toronto y fue devuelta a Rosen. Anunció su retiro del equipo canadiense de hockey sobre trineo de hielo el 7 de septiembre de 2010 (junto con el capitán Jean Labonte, Todd Nicholson y Herve Lord).
Cabe destacar que también compitió en voleibol sentado, otro deporte para discapacitados. Se convirtió en miembro del equipo canadiense de voleibol sentado en los Juegos Parapanamericanos de 2007 en Río de Janeiro, Brasil. Fue parte del primer partido internacional oficial para el equipo de voleibol sentado de Canadá cuando jugaron contra Estados Unidos el 15 de agosto de 2007.
Después de retirarse de los deportes competitivos, se convirtió en embajadora oficial y portavoz de la Autoridad Nacional de Beneficios. Cuando cumplió 50 años, reveló que había luchado con la alfabetización toda su vida y que regresaba a la escuela. Luego se convirtió en embajador de ABC Life Literacy, para ayudar a las personas a conquistar la vergüenza y el estigma del analfabetismo.

## Estadísticas de hockey en trineo

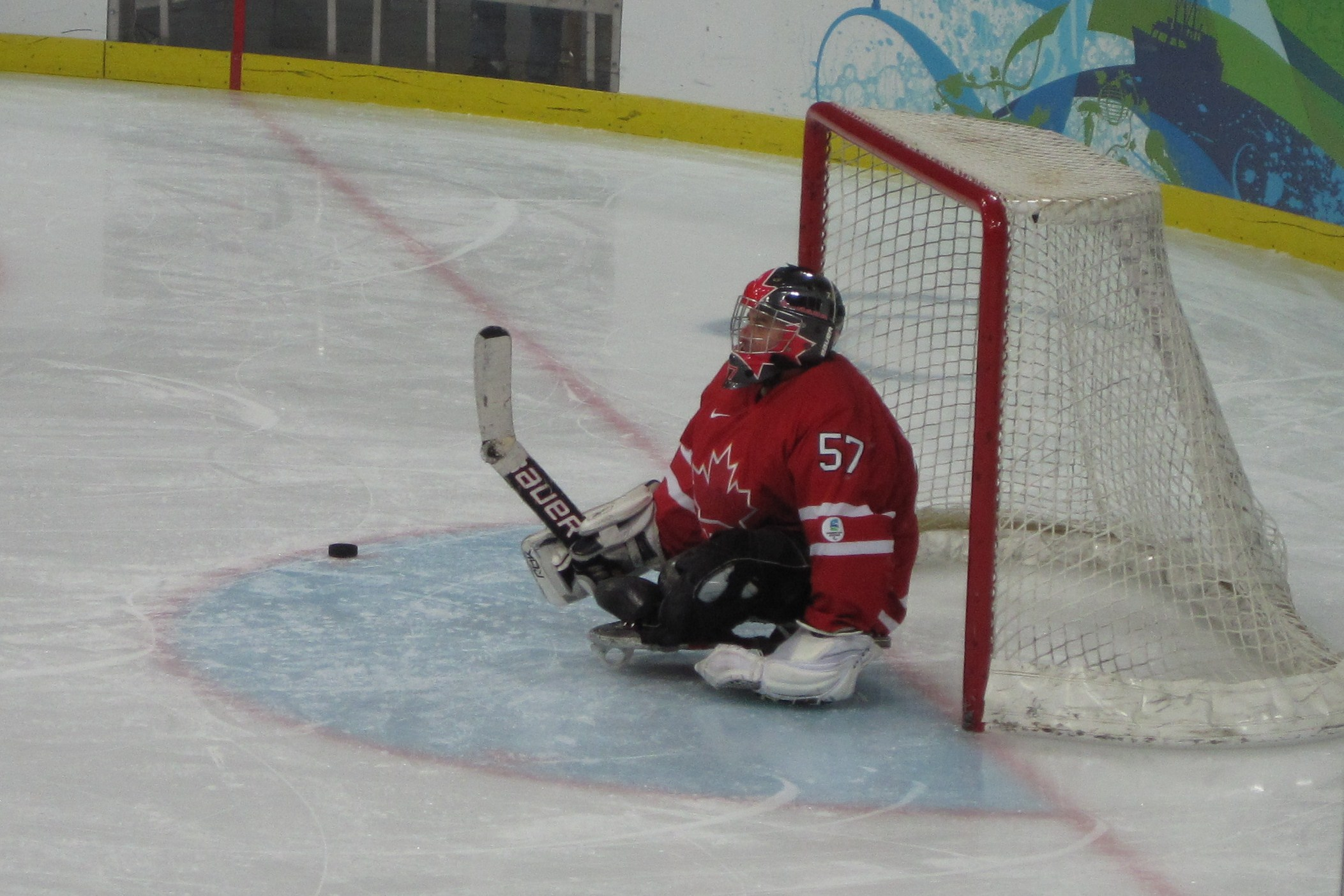
Rosen en los Juegos Paralímpicos de Invierno de 2010 en Vancouver

Pasó nueve temporadas con el equipo nacional canadiense de hockey sobre trineo de hielo. Al final de su carrera, acumuló un récord de 55-15-1. Además, registró un promedio de 1.04 goles contra 25 y 25 blanqueadas en 72 juegos de carrera. 
Equipo de Hockey de Canadá 
| Año  | Evento                                       | GP  | MIN | GA  | SO | GAA  | W   | L   | T   |
| 2007 | Trineo mundial de hockey                     | 4 4 | 153 | 4 4 | 1  | 1,57 | 4 4 | 0 0 | 0 0 |
| 2008 | Campeonatos mundiales de hockey sobre trineo | 2   | 90  | 0 0 | 2  | 0.00 | 2   | 0 0 | 0 0 |
| 2009 | Campeonatos mundiales de hockey sobre trineo | 3   | 141 | 3   | 2  | 1,28 | 2   | 1   | 0 0 |